# مرگ‌ها در ۲۰۱۸

## ژانویه
- گرت برائور، ۶۲، فوتبالیست آلمانی (کارل زایس ینا).[۱]
- ولفگانگ تروی، ۸۷، فیلم‌بردار آلمانی.[۲]
- فرانک باکستن، ۸۷، بازیگر آمریکایی (چه خبر، تایگر لی‌لی؟)، نمایشنامه‌نویس و کارگردان.[۳]
- علی کاظم، ۶۹، بازیکن فوتبال اهل عراق (المپیک ۱۹۸۰).[۴]
- علی‌اکبر معین‌فر، ۸۹، سیاستمدار ایرانی، مجلس شورای اسلامی (۱۹۸۰–۱۹۸۴)، وزیر نفت (۱۹۷۹–۱۹۸۰).[۵]
- تامس اس. مانسن، ۹۰، نویسندهٔ آثار مذهبی اهل آمریکا.[۶]
- جیم شاو، ۶۰، مدیر رسانه‌ای اهل کانادا، مدیر عامل شاو کامیونیکیشن.[۷]
- دارسی میگوئل مونتریو، ۴۹، فوتبالیست برزیلی (آنتالیااسپور)، حملهٔ قلبی.[۸]
- هری لندرز، ۹۶، بازیگر آمریکایی (بن کیسی).[۹]
- آنتونیو آنجلیلو، ۸۰، فوتبالیست ایتالیایی-آرژانتینی (اینترمیلان، آ.اس. رم، بوکا جونیورز).[۱۰]
- ماریان لابودا، ۷۳، بازیگر اهل اسلواکی.[۱۱]
- جری ون دایک، ۸۶، کمدین و بازیگر آمریکایی، نارسایی قلبی.[۱۲]
- جان یانگ، ۸۷، فضانورد آمریکایی (آپولو ۱۶، اس‌تی‌اس-۱)، ذات‌الریه.[۱۳]
- فرانس گال، ۷۰، خوانندهٔ فرانسوی، برندهٔ مسابقه آواز یوروویژن (۱۹۶۵), سرطان.[۱۴]
- پیتر ساترلند، ۷۱، وکیل و بانکدار ایرلندی، مدیر کل سازمان تجارت جهانی (۱۹۹۳–۱۹۹۵).[۱۵]
- هانس آبچ، ۶۹، فوتبالیست دانمارکی (تیم ملی فوتبال دانمارک).[۱۶]
- خوان کارلوس گارسیا، ۲۹، فوتبالیست هندوراسی (تیم ملی فوتبال هندوراس)، سرطان خون.[۱۷]
- جرج ماکسول ریچارد، ۸۶، سیاستمدار اهل ترینیداد، رئیس‌جمهور ترینیداد و توباگو (۲۰۰۳–۲۰۱۳)، نارسایی قلبی.[۱۸]
- دونالی رودس، ۸۰، بازیگر کانادایی (ناوبر فضایی گالاکتیکا)، سرطان.[۱۹]
- نیو براون، ۸۸، معمار بریتانیایی زادهٔ آمریکا، سرطان.[۲۰]
- ویلتون لنینگ، ۸۱، مورخ آمریکایی، مؤسس موزهٔ دکتر پپر.[۲۱]
- اودوار نوردلی، ۹۰، سیاستمدار نروژی، نخست‌وزیر نروژ (۱۹۷۶–۱۹۸۱)، سرطان پروستات.[۲۲]
- تد فیلیپس، ۸۴، فوتبالیست انگلیسی (ایپسویچ تاون، لیتون اورینت، کولچستر یونایتد)، زوال عقل.[۲۳]
- جان وی. تونی، ۸۳، سیاستمدار آمریکایی، عضو مجلس نمایندگان از حوزه انتخابیه سی‌وهشتم کالیفرنیا (۱۹۶۵–۱۹۷۱) و مجلس سنا (۱۹۷۱–۱۹۷۷)، سرطان پروستات.[۲۴]
- محمد حزاز، ۷۲، فوتبالیست مراکشی (مغرب فارسی).[۲۵]
- جین پورتر، ۹۵، بازیگر آمریکایی.[۲۶]
- دن گرنی، ۸۶، رانندهٔ مسابقه اهل آمریکا، سازندهٔ ماشین مسابقه، و مالک باشگاه، ذات‌الریه[۲۷]
- سیریل ریجیس، ۵۹، فوتبالیست انگلیسی (وست برومویچ آلبیون، کاونتری سیتی، استون ویلا)، ایست قلبی.[۲۸]
- هیو ویلسون، ۷۴، کارگردان و نمایشنامه‌نویس آمریکایی (دانشکده پلیس)، سرطان ریه و آمفیزم.[۲۹]
- ماتیلدا کریم، ۹۱، پژوهشگر ایچ‌آی‌وی/ایدز آمریکایی-ایتالیایی.[۳۰]
- دلارس اریوردن، ۴۶، خواننده و موسیقی‌دان ایرلندی (کرنبریز).[۳۱]
- پیتر وینگارد، ۹۰، بازیگر بریتانیایی.[۳۲]
- بیل بین، ۸۰، مشاور مدیریتی اهل آمریکا، مؤسس بین اند کمپانی.[۳۳]
- برادفورد دیلمن، ۸۷، بازیگر آمریکایی (اجبار، مجری)، عواقب ذات‌الریه.[۳۴]
- مادالنا ایگلسیاس، ۷۸، بازیگر و خوانندهٔ پرتغالی.[۳۵]
- اولیور ایوانویچ، ۶۴، سیاستمدار اهل کوزوو، تیراندازی.[۳۶]
- جو جو وایت، ۷۱، بسکتبالیست آمریکایی (بوستون سلتیکس، گلدن استیت واریرز، ساکرامنتو کینگز)، قهرمان المپیک (۱۹۶۸)، ذات‌الریه.[۳۷]
- جهانگیر آموزگار، ۹۸، اقتصاددان، سیاستمدار، و دانشگاهی ایرانی.[۳۸]
- دسو داگ، ۴۱، رپر و جهادگر آلمانی، حمله هوایی.[۳۹]
- اشفاق احمد، ۸۷، فیزیکدان هسته‌ای پاکستانی.[۴۰]
- کلارا مارانگونی، ۱۰۲، ژیمناست ایتالیایی، دارندهٔ مدال نقرهٔ المپیک (۱۹۲۸).[۴۱]
- اولیویا کول، ۷۵، بازیگر آمریکایی (ریشه‌ها)، برندهٔ جایزهٔ امی (۱۹۷۷)، حملهٔ قلبی.[۴۲]
- دوروتی مالون، ۹۳، بازیگر آمریکایی (بر باد نوشته، پیتون پلیس، غریزه اصلی)، برندهٔ اسکار (۱۹۵۶).[۴۳]
- پل بوکوز، ۹۱، سرآشپز فرانسوی، بیماری پارکینسون.[۴۴]
- نائومی پارکر، ۹۶، ماشین‌کار نیروی دریایی آمریکا، الهام‌بخش پوستر «می‌توانیم انجامش دهیم!».[۴۵]
- ایو آفونسو، ۷۳، بازیگر فرانسوی (تعطیلات آخر هفته).[۴۶]
- تسوکاسا هوساکا، ۸۰، فوتبالیست ژاپنی (جف یونایتد ایچیهارا چیبا)، ذات‌الریه.[۴۷]
- کانی سایر، ۱۰۵، بازیگر آمریکایی (احمق و احمق‌تر، پاین‌اپل اکسپرس، وقتی هری سالی را دید…) حملهٔ قلبی.[۴۸]
- جیمی آرمفیلد، ۸۲، فوتبالیست انگلیسی (بلکپول، تیم ملی انگلستان) و مربی (لیدز یونایتد)، قهرمان جهان (۱۹۶۶)، لنفوم غیرهاجکین.[۴۹]
- اورسولا لو گویین، ۸۸، نویسندهٔ علمی تخیلی اهل آمریکا (دست چپ تاریکی).[۵۰]
- نیکانور پارا، ۱۰۳، شاعر شیلیایی.[۵۱]
- تامی بنکس، ۸۱، پیانیست جاز، آهنگساز، و سیاستمدار کانادایی، سنای کانادا (۲۰۰۰–۲۰۱۱)، سرطان خون.[۵۲]
- جان موریس، ۹۱، آهنگساز فیلم آمریکایی (مرد فیل‌نما، زین‌های شعله‌ور، رقص کثیف)، عفونت دستگاه تنفس[۵۳]
- امید نوشین، ۴۴، نویسنده و کارگردان ایرانی‌تبارِ انگلیسی (آخرین مسافر).[۵۴]

## فوریه
- جوزف پلچینسکی، ۶۳، فیزیک‌دان نظری اهل آمریکا.[۵۵]
- رود لوبرس، ۷۸، سیاستمدار هلندی، نخست‌وزیر هلند (۱۹۸۲–۱۹۹۴).[۵۶]
- مورگان چانگیرای، ۶۵، سیاست‌مدار زیمبابوه‌ای، نخست‌وزیر زیمبابوه (۲۰۰۹–۲۰۱۳).[۵۷]
- بیلی گراهام، ۹۹، کشیش کلیسای انجیلی، پارکینسون.[۵۸]

## مارس
- اوبر دو ژیوانشی، ۹۱، طراح مد فرانسوی (ژیوانشی).[۵۹]
- علی‌اصغر خدادوست، ۸۲، چشم‌پزشک ایرانی، عارضهٔ قلبی.[۶۰]
- لوون هفتوان، ۵۱، بازیگر و کارگردان ایرانی-ارمنی.[۶۱]
- اولگ تاباکف، ۸۲، بازیگر روسی (مسکو به اشک‌ها باور ندارد).[۶۲]
- استیون هاوکینگ، ۷۶، فیزیکدان، کیهان‌شناس و نویسنده بریتانیایی.[۶۳]
- روبن گالوان، ۶۵،‌ بازیکن فوتبال آرژانتینی (تیم ملی فوتبال آرژانتین، باشگاه اتلتیکو ایندپندینته، باشگاه فوتبال استودیانتس).[۶۴]

## آوریل

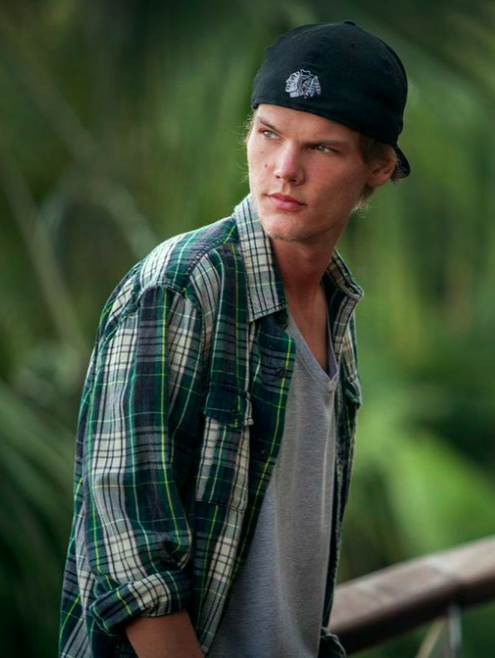

- آویچی، ۲۸، موسیقیدان، دی‌جی، ریمیکس‌کننده، و تهیّه‌کنندهٔ موسیقی اهل سوئد.[۶۵]

## مه
- آنا-ماریا فررو [۶۶]
- الین اس. ادواردز [۶۷]
- برنارد لوئیس[۶۸]
- پاترسیا موریسون
- سید مهدی طباطبایی
- تام وولف
- رابرت ایندیانا
- ریچارد پایپس
- ژوزف کامپانلا
- فیلیپ راث
- ناصر ملک‌مطیعی, ۸۸ ,بازیگر و کارگردان ایرانی[۶۹]
- غلامرضا حسنی, [۷۰]

## ژوئن
- حسن اجتهادی، ۷۲، شاعر ایرانی، سکته مغزی.

## اوت
۱۷
- ضیاءالدین دری،۶۵، کارگردان، تهیه‌کننده و نویسنده[۷۱]
- عزت الله انتظامی،۹۴، بازیگر و کارگردان سینما و تئاتر[۷۲]

### ۱۲
- سمیر امین، ۸۶، اقتصاددان مصری.[۷۳]

### ۱۱
- وی. اس. نایپل، ۸۵، رمان‌نویس و مقاله‌نویس هندو ترینیدادی‌تبار بریتانیایی (A House for Mr Biswas)، برندهٔ جایزهٔ نوبل ادبیات (۲۰۰۱).[۷۴]

### ۱۰
- مهرداد پهلبد، ۱۰۱، سیاستمدار ایرانی، وزارت فرهنگ و ارشاد اسلامی (۱۹۶۴–۱۹۷۸).[۷۵]

### ۸
- نیکولاس بت، ۲۸، دونده دو با مانع اهل کنیا.[۷۶]

### ۷
- ریچارد اچ. کلاین، ۹۱، فیلم‌بردار آمریکایی (کینگ کونگ, پیشتازان فضا: فیلم, کملوت).[۷۷]

### ۶
- پل لاکسالت، ۹۶، سیاستمدار آمریکایی، عضو مجلس سنای ایالات متحده آمریکا (۱۹۷۴–۱۹۸۷).[۷۸]
- سناء مظهر، ۸۵، بازیگر مصری.[۷۹]

### ۵
- شارلوت را، ۹۲، بازیگر آمریکایی (The Facts of Life, Diff'rent Strokes, 101 Dalmatians: The Series)، سرطان استخوان.[۸۰]
- پیوتر شولکین، ۶۸، کارگردان لهستانی (The War of the Worlds: Next Century, O-Bi, O-Ba: The End of Civilization).[۸۱]

### ۴
- ماساهیکو تسوگاوا، ۷۸، بازیگر ژاپنی (Otoko wa Tsurai yo, Godzilla, Mothra and King Ghidorah: Giant Monsters All-Out Attack, تامپوپو).[۸۲]

### ۳
- موشه میزراهی، ۸۶، کارگردان و فیلم‌نامه‌نویس اسرائیلی (مادام رزا, Every Time We Say Goodbye, The House on Chelouche Street), برندهٔ جایزه اسکار بهترین فیلم خارجی‌زبان (پنجاهمین دوره جوایز اسکار).[۸۳]
- رانی تیلور، ۹۳، فیلم‌بردار بریتانیایی (گاندی، آزادی را فریاد کن, A Chorus Line)، برندهٔ جایزه اسکار (۱۹۸۲).[۸۴]

### ۲
- آرمان دو لاس کوئواس، ۵۰، دوچرخه‌سوار فرانسوی، خودکشی.[۸۵]
- وینستون نتشونا، ۷۶، بازیگر و نمایشنامه‌نویس اهل آفریقای جنوبی ‏(Marigolds in August) (The Island, Sizwe Banzi Is Dead)، برندهٔ ‏Tony ‏(۱۹۷۵).[۸۶]

### ۱
- ماری کارلایل، ۱۰۴، بازیگر آمریکایی (College Humor, Doctor Rhythm, Dead Men Walk).[۸۷]

## نوامبر
- بصیر احمد دولت‌آبادی پژوهشگر، روزنامه‌نگار و مورخ معاصر هزاره‌های افغانستان.[۸۸]

## دسامبر
- قدرت الله منصوری فرمانده قرارگاه ثامن الائمه سپاه
- علی اکبر فناخسرو از فرماندهان جنگ
- سید محمود هاشمی شاهرودی
- بابک فرزاد

## ماه‌های قبلی
- مرگ‌ها در ژوئیه ۲۰۱۸